# Cleópatra de Jerusalém
Cleópatra de Jerusalém foi uma das esposas de Herodes, o Grande; ela é citada apenas duas vezes por Flávio Josefo, e sua identidade e genealogia tem sido motivo de muita especulação.

## No texto de Flávio Josefo
Cleópatra de Jerusalém foi uma das nove esposas de Herodes, conforme Antiguidades Judaicas:
1. a mãe de Antípatro
2. a filha do sumo sacerdote, mãe de outro Herodes
3. a filha do seu irmão
4. a filha da sua irmã
5. uma samaritana, mãe de Antipas, Arquelau e Olímpia
6. Cleópatra de Jerusalém, mãe de Herodes e Filipe
7. Palas, mãe de Fasael
8. Fedra, mãe de Roxana
9. Elpis, mãe de Salomé
10. Além destas, teve a mãe de Alexandre, Aristóbulo e mais duas filhas

No texto em A Guerra dos Judeus, Josefo repete a lista, com o detalhe de que duas das esposas de Herodes não tiveram filhos, e dando nomes às esposas:
1. Doris, mãe de Antípatro
2. Mariane, filha do sumo sacerdote, mãe de Herodes Filipe
3. Maltace, uma samaritana, mãe de Antipas, Arquelau e Olímpia
4. Cleópatra de Jerusalém, mãe de Herodes e Filipe
5. Palas, mãe de Fasael
6. Fedra, mãe de Roxana
7. Elpis, mãe de Salomé
8. uma sua prima, com quem não teve filhos
9. uma sua sobrinha, com quem não teve filhos
10. Além destas ele teve quatro filhos com Mariane: Alexandre, Aristóbulo e mais duas filhas

Ainda de acordo com Josefo, os filhos de Cleópatra, Herodes e Filipe, além dos filhos de Maltace, Antipas e Arquelau, foram educados em Roma.

## Interpretações modernas
James Ussher interpreta a passagem em Josephus, Antiq. 17.9.3, em que Arquelau, filho de Herodes, vai a Roma reivindicar para si a herança do reino de Herodes, acompanhado da sua mãe, de Salomé, irmã de Herodes, dos filhos de Salomé, de vários outros parentes e dos irmãos Nicolau de Damasco e Ptolemeu, e deixa como regente seu irmão Filipe, no ano 3 a.C., como se Arquelau fosse, assim como Filipe, filho de Cleópatra de Jerusalém, e que esta teria ido a Roma com ele.
Pelos cálculos de Jona Lendering, Herodes e Cleópatra se casaram em 28 a.C., o mesmo ano em que ele se casou com Mariane, filha do sumo sacerdote Simon (data estimada em 29 a.C. ou 28 a.C.) e com a samaritana Maltace.